# Замки (Крупський район)
Замки (біл. вёска Замкі) — село в складі Крупського району Мінської області, Білорусь. Село є адміністративним центром Бобрської сільської ради, розташоване в східній частині області.